# 小松寺 (関市)
小松寺（こまつじ）は岐阜県関市西田原にある十一面観世音菩薩を本尊とする黄檗宗の寺院。山号を大慈山。

## 歴史
治承2年（1178年）に平重盛が護国寺として全国各地で建立されたものの一つがその濫觴であると伝わる。開山は不明。
創建当時は天台宗であったが、江戸時代には寺運が傾き観音堂と大師堂が残るのみとなっていたが、
寛政14年（1637年）に稲葉伊勢守が潮音道海を開山に招き黄檗宗の寺院として建立した。
江戸時代には美濃三十三観音霊場の三十二番札所の霊場となっていた。現在は中濃八十八ヶ所霊場の八十一番札所となっている。